# Năng lượng thể

Năng lượng thể từ tập "Epiphany" của bộ phim truyền hình Stargate Atlantis.

Năng lượng thể, linh thể hay hư linh là một dạng sống trên lý thuyết được cấu tạo từ năng lượng thay vì vật chất. Chúng thường xuất hiện trong thần thoại, truyền thuyết, huyền bí, UFO và một số tác phẩm hư cấu. Thay vì xuất hiện với nghĩa năng lượng vật lý, các năng lượng thể thường được mô tả dưới dạng một bóng mờ phát sáng, phần lớn là ma.

## Trong khoa học viễn tưởng
- Pail trong Babylon 5
- First Ones trong Babylon 5
- Người ngoài Trái Đất Paul trong phim khoa học viễn tưởng cùng tên sống ở thiên hà Andromeda, không hoàn toàn cấu tạo bằng năng lượng mà là nửa năng lượng nửa vật chất. Paul có thể tự tái tạo các tế bào sống của mình và sống lại, ông ta cũng có thể truyền thẳng một hình ảnh vũ trụ vào tâm trí của con người để diễn tả cho họ thấy sự bao la vĩ đại của không-thời gian.
- Organian trong (Star Trek)
- Adam, thiên sứ trong bộ anime dài tập Neon Genesis Evangelion
- Prophets và Pah Wraith (Star Trek)
- The Q (Star Trek)
- Drej (Titan A.E.)
- C'tan (Warhammer 40,000)
- Loài Taelon trong (Trái Đất: Cuộc xung đột cuối cùng)
- Andromeda (Heroes of Newerth)
- The Zoni (Ratchet & Clank)
- Zzzax (Marvel Comics)
- Pyron (Darkstalkers)
- Tornatron (Transformers)
- Living Laser (Marvel Comics)
- Singularity (Marvel Comics)
- Akira (Akira)
- Yog, một năng lượng giống amip đến từ Space Amoeba
- Melllvar và mẹ mình (Futurama)
- Outsiders (XCOM: Enemy Unknown)
- Bill Cipher (Gravity Falls)
- Trí thức thuần túy (Skylark)
- Chủng tộc Novakid (Starbound)
- Rakshasa (Lord of Light)